# Ravne, Cerknica
Ravne este o localitate din comuna Cerknica, Slovenia, cu o populație de 38 de locuitori.